# Lijst van Noorse schrijvers
Dit is een lijst van Noorse schrijvers. Van iedere schrijver wordt het geboortejaar en eventueel het jaar van overlijden gegeven. Daarnaast het debuut en eventuele bijzonderheden.

## A
- Kjell Askildsen, (1929-2021)

## B
- Ari Behn, 1972
- Jens Bjørneboe, 1920 - 1976, debuut in 1951
- Bjørnstjerne Bjørnson
- Ketil Bjørnstad

## C
- Lars Saabye Christensen

## D
- Petter Dass

## E
- Anne Karin Elstad
- Jon Ewo

## F
- Jon Fosse
- Karin Fossum

## G
- Jostein Gaarder
- Frode Granhus
- Trygve Gulbranssen

## H
- Knut Hamsun
- Erik Fosnes Hansen
- Maurits Hansen
- Ebba Haslund
- Bergljot Hobæk Haff
- Anne Holt
- Jørn Lier Horst

## I
- Henrik Ibsen

## J
- Roy Jacobsen

## K
- Alexander Kielland
- Jan Kjærstad
- Karl Ove Knausgård

## L
- Steinar Lem
- Jonas Lie
- Unni Lindell (1957)

## N
- Emilie Nereng
- Jo Nesbø
- Thomas Nordseth-Tiller

## P
- Per Petterson

## S
- Cora Sandel
- Aksel Sandemose
- Åsne Seierstad
- Dag Solstad
- Gunnar Staalesen
- Gard Sveen

## U
- Linn Ullmann
- Sigrid Undset

## V
- Tarjei Vesaas
- Anne-Catharina Vestly
- Aasmund Olavsson Vinje

## W
- Herbjørg Wassmo